# Изье
Изье́ (фр. Izier) — коммуна во Франции, находится в регионе Бургундия. Департамент коммуны — Кот-д’Ор. Входит в состав кантона Женли. Округ коммуны — Дижон.
Код INSEE коммуны — 21320.

## Население
Население коммуны на 2010 год составляло 771 человек.
| 1962 | 1968 | 1975 | 1982 | 1990 | 1999 | 2010 |
| ---- | ---- | ---- | ---- | ---- | ---- | ---- |
| 138  | 188  | 312  | 352  | 574  | 642  | 771  |

## Экономика
В 2010 году среди 521 человека трудоспособного возраста (15—64 лет) 419 были экономически активными, 102 — неактивными (показатель активности — 80,4 %, в 1999 году было 72,9 %). Из 419 активных жителей работали 397 человек (207 мужчин и 190 женщин), безработных было 22 (18 мужчин и 4 женщины). Среди 102 неактивных 42 человека были учениками или студентами, 46 — пенсионерами, 14 были неактивными по другим причинам.